# Urophyllum capitatum
Urophyllum capitatum är en måreväxtart som beskrevs av Theodoric Valeton. Urophyllum capitatum ingår i släktet Urophyllum och familjen måreväxter. Inga underarter finns listade i Catalogue of Life.